# Скрыльников, Павел Афанасьевич
Па́вел Афана́сьевич Скры́льников (1914—2000) — советский военнослужащий, участник Великой Отечественной войны, радист управления дивизиона 103-го миномётного полка 3-й миномётной бригады 7-й артиллерийской дивизии прорыва 46-й армии 2-го Украинского фронта, младший сержант. Герой Советского Союза.

## Биография
Родился 7 (20) июня 1914 года в селе Долгое (ныне Семилукский район, Воронежская область) в крестьянской семье. Окончил начальную школу. Жил в городе Воронеже, работал маляром на механическом заводе.
В РККА с ноября 1941 года. С этого же времени на фронте.
Радист управления дивизиона 103-го миномётного полка младший сержант Павел Скрыльников в ночь на 5 декабря 1944 года с радиостанцией под огнём противника вместе с передовым батальоном преодолел реку Дунай в районе венгерского города Эрчи, активно и самоотверженно участвовал в отражении вражеских контратак, а затем корректировал огонь миномётных батарей.
Указом Президиума Верховного Совета СССР от 24 марта 1945 года за образцовое выполнение боевых заданий командования и проявленные при этом мужество и героизм младшему сержанту Скрыльникову Павлу Афанасьевичу присвоено звание Героя Советского Союза с вручением ордена Ленина и медали «Золотая Звезда».
После войны демобилизован. Жил в городе Воронеже. Работал маляром на заводе «Электросигнал». Скончался 23 октября 2000 года. Похоронен на Коминтерновском кладбище.
Награждён орденом Ленина, орденами Отечественной войны 1-й степени, Красной Звезды, медалями.
В соответствии с постановлением главы города Воронежа от 5 июля 2001 года № 647 на доме № 14 по переулку Политехническому в память о Герое установлена мемориальная доска с надписью: «Здесь в 1980—2000 годах жил Герой Советского Союза гвардии старший сержант Скрыльников Павел Афанасьевич 1914—2000 гг.»